# 豪氏擬雀鯛
豪氏擬雀鯛（學名：Pseudochromis howsoni）為鱸形目鱸亞目擬雀鯛科的其中一種，為熱帶海水魚，分布於東印度洋澳洲海域，深度可達23公尺，本魚體延長，鰓蓋後緣有一大黑色斑，雄魚體前半部橙色，後半部紫灰色；雌魚全身為紫灰色，背鰭硬棘3枚；背鰭軟條26枚；臀鰭硬棘3枚；臀鰭軟條14枚，體長可達10公分，棲息在沙石底質礁石區，通常成對出現，生活習性不明。

## 擴展閱讀
維基物種上的相關：豪氏擬雀鯛